# Talsperre Piedras Moras
Die Talsperre Piedras Moras (spanisch Dique Piedras Moras) ist eine Talsperre mit Wasserkraftwerk in der Provinz Córdoba, Argentinien. Sie staut den Río Tercero zu einem Stausee auf. Die Stadt Almafuente befindet sich auf der rechten (südlichen) Seite des Stausees.
Die Talsperre dient der Trinkwasserversorgung, der Bewässerung und der Stromerzeugung. Mit dem Bau der Talsperre wurde 1972 begonnen. Sie wurde 1979 fertiggestellt. Das Kraftwerk ging 1995 in Betrieb. Es wird durch die Empresa Provincial de Energía de Córdoba (EPEC) betrieben.

## Absperrbauwerk
Das Absperrbauwerk ist ein Schüttdamm mit einer Höhe von 26 m. Die Dammkrone liegt auf einer Höhe von 432 m über dem Meeresspiegel. Die Wehranlage mit den vier Wehrfeldern befindet sich auf der linken Seite.

## Stausee
Bei Vollstau erstreckt sich der Stausee über eine Fläche von rund 5,9 (bzw. 6 bis 9) km².

## Kraftwerk
Das Maschinenhaus des Kraftwerks befindet sich am Fuß des Staudamms. Die installierte Leistung beträgt mit einer Kaplan-Turbine 6,3 MW.